# Respirocito
Respirocito es un término acuñado por el investigador Robert Freitas que trabaja en el Instituto de Fabricación Molecular de California y hace referencia a un pseudoglóbulo rojo artificial diseñado por él y que en un futuro podría complementar o sustituir la función de los glóbulos rojos naturales (también llamados eritrocitos). 
Tendrá una micra de diámetro, y realizará la misma función que la hemoglobina difiriendo a este respecto en que este respirocito será capaz de liberar 236 veces más oxígeno por unidad de volumen que un eritrocito.
El diseño propuesto se compone de 18 mil millones de átomos dispuestos en un pequeño tanque de presión, que se llena de oxígeno y dióxido de carbono, por lo que  actúa como un punto de transferencia completa a los pulmones, y la transferencia inversa en el cuerpo.

## Presentación
Los respirocitos  se pueden calificar como nanotecnología molecular, un campo de la tecnología todavía en sus inicios. En teoría mejorará las habilidades de los usuarios más allá de los límites  humanos normales. Su diseño está asociado con el transhumanismo, movimiento que busca estos avances para mejorar el cuerpo humano de diversas maneras.
La nanotecnología molecular permitirá la creación de máquinas de un tamaño que ronda el micrón, reparando el sistema de transporte de oxígeno (y CO2) del cuerpo. Será una cápsula esférica hueca capaz de contener en su interior oxígeno (o cualquier otro gas) a alta presión. El material de construcción de un respirocito será carbono diamantino, material de altísima resistencia.
El respirocito tendrá una serie de rotores cubriendo una gran parte de su superficie, que permitirán separar los gases del plasma sanguíneo de forma selectiva, y así almacenar gases prácticamente de una forma pura.
Es necesario que los respirocitos sean capaces de analizar la concentración de los diferentes gases en el plasma, para así tener información de qué gas tiene que ser almacenado o liberado, por lo que estos poseerán varios sensores repartidos por su superficie. Otro componente será un pequeño tanque que almacena glucosa extraída del plasma sanguíneo. La glucosa es utilizada como combustible para suministrar energía a todo el sistema.

## Características
Tendrán tres tanques principales, uno para el O2, otro para el CO2, y otro implicado en el sistema de flotación. La distribución de la energía, se realiza mediante una computadora a bordo, de 10^5 nm3, con 10 kilobits/s.
Cuando sea necesario, la comunicación desde el exterior con los respirocitos se podrá realizar mediante pulsos de presión. Un ser humano medio posee 3x10^13 glóbulos rojos, cada uno conteniendo 2.7x10^8 moléculas de hemoglobina, cada una de ellas uniéndose a 4 moléculas de O2, dando una capacidad de almacenaje de O2 de 3.24x10^22 moléculas, pero solo un 25% de este oxígeno, 0.13 atm está disponible para los tejidos.
Por el contrario un solo respirocito es capaz de almacenar a 1000 atm 1.51x10^9 moléculas, de las cuales el 100 % está disponible.
La dosis se podría inyectar en unos segundos, en caso de un accidente. La dosis máxima segura probablemente sería un litro, lo cual permitiría a una persona, correr a toda potencia, y no necesitar respirar por primera vez hasta pasados 12 minutos, o en estado de reposo estar sin respirar casi 4 horas. La vida media de los respirocitos sería de 20 años. Seguramente usados por deportistas permitirían batir récords actuales fácilmente.